# Comarca de São João del-Rei
A Comarca de São João del-Rei é uma comarca de primeira entrância com sede no município brasileiro de São João del-Rei, interior do estado de Minas Gerais.
Além de São João del-Rei, fazem parte dela os municípios de Conceição da Barra de Minas, Tiradentes, Lagoa Dourada, Nazareno, Ritápolis, Santa Cruz de Minas e São Tiago. Foi instalada em 9 de abril de 1892, sendo que sua sede é o Fórum Doutor Carvalho Mourão.

## Histórico
A comarca de São João del-Rei sucedeu à comarca do Rio das Mortes, instituída em 06/04/1714 e teve como sede a vila de São João del-Rei, na capitania de São Paulo e Minas de Ouro.